# Jannike Faltin
Jannike Faltin är huvudpersonen i Mårten Sandéns Fantasytrilogi för ungdomar som börjar med Den femte systern (2008), fortsätter med Det viskande barnet (2009) och avslutas med De dödas imperium 2010. Hon är mellan 16 och 18 år i böckerna.

## Böckerna
- Den femte systern ISBN 9789129668605 (pocket ISBN 9789129674231)
- Det viskande barnet ISBN 9789129670639 (pocket ISBN 9789129677737)
- De dödas imperium ISBN 9789129672398

## Biografi
Jannike tillhör resandefolket och har haft en mycket tuff uppväxt. Från början bodde hon med Jonny Faltin, som hon trodde var hennes pappa, men när Jonny dog i en olycka på sin bilverkstad fick hon flytta till sin mamma. Mamman, som inte är resande och inte Jannikes riktiga mamma är alkoholist och lär upp Jannike till tjuv. När Jannike är i tonåren är hon redan värsting som åker ut och in på fosterhem och ungdomsfängelser. Först när hon får ett praktikjobb på ett hembygdsmuseeum lugnar hon ner sig.
På museet blir hon vän med chefen, Elisabeth Asplund, som är snäll men har blivit gravid utan att veta hur det gick till. Det finns hot mot Elisabeth och de kommer inte från människor. För att kunna hjälpa Elisabeth måste Jannike avslöja sin djupaste hemlighet: att hon är synsk.
I Den femte systern får Jannike kontakt med en hemlighetsfull statlig myndighet som heter Byrån för särskilda efterforskningar. Så småningom får hon jobb som agent på Byrån, och i Det viskande barnet jobbar hon för dem. I samma bok börjar Jannike få veta mer om sin bakgrund. Jonny Faltin var inte hennes pappa utan morbror, och hennes riktiga pappa är en man som heter furst Khilkoff och hennes mamma är en drottning. Hon träffar också en riddare som heter Geoffrey Wilmot.
I den sista boken De dödas imperium ska Jannike utföra ett uppdrag åt Byråns engelska systerorganisation Shadow Hall (MI 0). Hon träffar Geoffrey igen och även sina föräldrar.

## Trivia
- Jannike går gymnasiet på distans i tredje boken och gör militärtjänsten som Kustjägare.
- Hon har en lillebror (egentligen är de inte släkt, för det är styvmammans barn) som heter Sammy.
- Hennes bästa vän är en polis som heter Leyla Baghdassarian som också jobbar för Byrån.